# X 200 (SNCF)
Cet article concerne l'autorail X 200 de la SNCF. Pour le modèle des Chemins de fer de la Corse, voir X 200 (CFC).
Les X 200 ou De Dion-Bouton OC2 sont des autorails à voie métrique construits en 1946 par le constructeur ferroviaire De Dion-Bouton pour le Réseau breton et qui ont fini leur carrière sur la ligne du Blanc à Argent.

## Histoire

### Réseau breton
Compte tenu des bons résultats des deux OC1 circulant sur les chemins de fer des Côtes-du-Nord, le réseau breton commande, en 1937, 6 autorails de type OC2, qui seront construits par les établissements De Dion-Bouton
- en 1946 pour le X 201
- en 1947 pour les X 202 à 204
- en 1948 pour les deux derniers exemplaires.

Ces autorails desservaient l'étoile de Carhaix et ont permis de remplacer les trains à vapeur, bien plus lents et plus onéreux en exploitation : la vitesse commerciale des trains passera ainsi de 28 km/h à plus de 40 km/h (et même 45 km/h sur la ligne de Guingamp à Carhaix).

### Chemin de fer du Blanc-Argent
Après le 10 avril 1967, date de la fermeture du réseau breton au service voyageur, ils sont mutés sur le Chemin de fer du Blanc-Argent.
Sur ce réseau ils viendront en renfort du parc autorail existant jusqu'en 1984, mais leur état nécessite le garage de deux unités durant l'année 1975. Leur dépôt était alors l'Établissement de Maintenance et de Traction de Romorantin.
Au fur et à mesure des années, au fil des impossibilités de réparation, les éléments restants de la série sont également garés, à l'exception du X 205 qui circulera jusqu'en 2004.

## Caractéristiques techniques
Les autorails X 201 à 206 constituent la totalité de la série des autorails OC2 de De Dion-Bouton. Ils dérivent étroitement de la série des 2 autorails type OC1 conçue en 1937 pour les Chemins de fer des Côtes-du-Nord, si ce n'est par la forme de leur carrosserie, plus anguleuse et plus « moderne » que les OC1. Disposant de deux postes de conduite, ces autorails sont réversibles, ce qui n'était pas le cas des premiers autorails, qu'il fallait « tourner » à chaque terminus.
- moteurs Diesel, Willème de 180 ch à 8 cylindres[3] 130 × 170 mm.
- un seul essieu moteur par bogies, les essieux extrêmes étant porteurs[3].
- tare : 17,5 tonnes[3],
- empattement : 10,60 m.
- longueur de caisse :  19,12 m,
- capacité : 80 personnes, dont 51 assises[1].

## Parc
- X 201, 1946, n°constructeur (189), détruit en 1977,
- X 202, 1947, n°constructeur (190), préservé par l'ACFCdN, depuis le 18-06-1991,
- X 203, 1947, n°constructeur (191), détruit en 1977,
- X 204, 1947, n°constructeur (192), détruit en mai 1992,
- X 205, 1948, n°constructeur (193), préservé par la SABA, depuis le  08-07-2004,
- X 206, 1948, n°constructeur (194), préservé par la SABA à partir du 10-12-2002, puis par le Chemin de fer de Bon-Repos depuis le 22-04-2015.

### Exemplaires préservés
Trois des six autorails De Dion-Bouton OC2 construits sont préservés :
- le X 202 est dans un premier temps préservé par l'association « Animations Ferroviaires en Sologne » mais le projet est finalement abandonné à la suite de la création d'une autre association. Elle le cède en 1989 à l'Association des chemins de fer des Côtes-du-Nord, une association bretonne ayant pour objectif de reconstruire une section de ligne dans la Baie de Saint-Brieuc pour en faire un chemin de fer touristique.
- le X 205 est confié à la SABA depuis 2006. Il est en état de marche et sert pour des circulations touristiques.
- le X 206 a été cédé en 2015 par la Société d'Animation du Blanc Argent (SABA), au Chemin de fer de Bon-Repos basé à l'ancienne halte de Bon-Repos dans Côtes-d'Armor[4].

Les X 201 et X 203 ont été sortis de parc en 1968 puis démolis en 1977 à Romorantin, après récupération de pièces pour entretenir les autres autorails de la série. Le X 204 a été démoli en mai 1992 au dépôt de Romorantin.

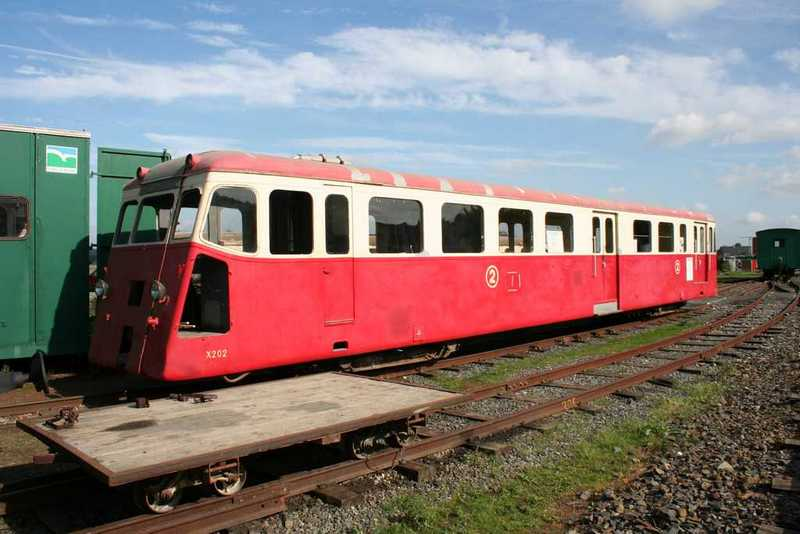
L'autorail De Dion-Bouton OC2 N° X 202 préservé par l'ACFCdN
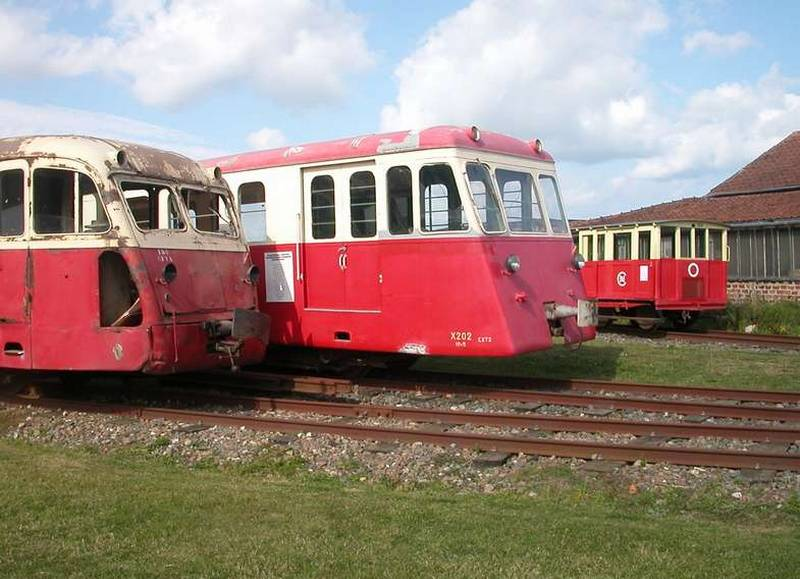
Autorails OC1, OC2 N°X202 et draisine Billard de l'ACFCdN